# El falso brahmán

El falso brahmán (italiano: Il bramino dell'Assam) es una novela de aventuras del escritor italiano Emilio Salgari. Fue publicada en 1911.

## Trama
Assam, 1873. El reino de Assam se ve amenazado por las tramas de un brahmán con poderes sobrenaturales que está al servicio del usurpador Sindhia.

## Títulos alternativos en español
- La editorial Saturnino Calleja publicó El falso bracmán en un singolo volumen en 1922.
- La Editorial Molino dentro de su colección Salgari, publicó El falso bracmán en un singolo volumen en 1960.

- Datos: Q14042296